# Abolfazl Jalili
Abolfazl Jalili (in persiano ابوالفضل جلیلی‎; Saveh, 1957) è un regista iraniano.

## Filmografia
- Milad (1983)
- Spring (1985)
- Scabbia (1987)
- Det Mezzi Ragazze (1994)
- A True Story (1996)
- Dance of Dust (1992-1998)
- Don (1998)
- Ghessé hayé kish (1999)
- Delbaran (2001)
- Abjad (2003)
- Completo o vuoto (2005)
- Hafez (2007)

## Riconoscimenti
- Locarno Film Festival
  - 2001 - Premio speciale della giuria del Festival del film Locarno
- Festa del Cinema di Roma
  - 2007 - Premio Speciale della Giuria Marc'Aurelio